# حد الخطأ (تطور)
حد الخطأ عبارة عن مفهوم يتعلق بدراسة علم الأحياء التطوري وعلم الوراثة السكانية المتعلقين بأصول الحياة، خصوصًا الحياة في فتراتها المبكرة للغاية، قبل ظهور الحمض النووي الريبوزي منقوص الأكسجين. وكانت أول جزيئات ذاتية الانقسام في الأغلب عبارة عن جزيئات حمض ريبي نووي صغيرة تشبه الريبوزومات. وتتكون هذه الجزيئات من سلاسل من أزواج قاعدية أو «أرقام»، ويكون ترتيبها عبارة عن رمز يحدد كيفية تفاعل الجزيء مع البيئة المحيطة به. وتكون كل عمليات النسخ معرضة لأخطاء الطفرات. وأثناء عملية النسخ، تكون هناك احتمالية محددة لاستبدال كل رقم برقم ما آخر، وهو ما يؤدي إلى تغيير الطريقة التي يتفاعل بها الجزيء مع البيئة المحيطة به، كما يمكن أن يؤدي ذلك إلى زيادة أو تقليل كفاءته، أو قدرته على الاستنساخ، في تلك البيئة.
وقد ذكر مانفريد أيجن في بحثه الذي أجراه في عام 1971 (أيجن 1971) أن هذه الطفرة تضع قيودًا على عدد الأرقام التي يمكن أن يحتوي عليها الجزيء. وإذا تجاوز الجزيء هذا الحجم الحرج، يصبح تأثير الطفرات شاملاً، وتؤدي طفرة سريعة التقلب إلى تدمير المعلومات الموجودة في الأجيال التالية لهذا الجزيء. كما يتم التحكم في حد الخطأ كذلك من خلال تصوير الكفاءة للجزيئات. ويمكن النظر إلى الجزيئات التي تتعرض للاختلاف فقط من خلال عدد قليل من الطفرات على أنها «متقاربة» من بعضها البعض، في حين أن تلك التي تتعرض للاختلاف بسبب العديد من الطفرات تصبح بعيدة عن بعضها. والجزيئات التي تتسم بالكفاءة العالية، والتي يكون من المحتمل أن يتم استنساخها، تتميز بالكفاءة «العالية»، أما تلك الأقل كفاءة فتكون كفاءتها «أقل». وتأتي هذه الأفكار المتعلقة بالتقارب والارتفاع من المفهوم البديهي لـ «تصوير الكفاءة». وفي حالة امتلاك تسلسل معين والتسلسلات المجاورة له لدرجة كفاءة عالية، فإنها سوف تُكوِّن أشباه الأنواع وتكون قادرة على دعم أطوال تسلسلات بشكل يفوق تسلسلاً يتسم بالكفاءة وله تسلسلات مجاورة ذات كفاءة أقل، أو تسلسلات مجاورة أقل كفاءة. كذلك، ذكر ويلك (ويلك 2005) أن مفهوم حد الخطأ لا يسري على أجزاء التصوير التي تحتوي على طفرات مميتة، والتي تؤدي الطفرات الناجمة فيها إلى وصول الكفاءة إلى مستوى الصفر، وبالتالي يتم منع الجزيئات من التناسخ.
ويعد مفهوم معدل الطفرة الخطير هذا، أو «حد الخطأ»، ضروريًا لفهم «متناقضة أيجن»، والذي تتم مناقشته في القسم التالي.

## متناقضة أيجن
تعد متناقضة أيجن واحدة من أكثر الألغاز تعقيدًا التي يمكن مصادفتها أثناء دراسة أصول الحياة. ويُعتقد أن حد الخطأ الموضح أعلاه يقيد حجم الجزيئات التي تتناسخ بشكل ذاتي إلى عدة مئات قليلة من الأرقام، إلا أن كل أنواع الحياة على سطح الأرض تقريبًا تتطلب جزيئات أطول بكثير من أجل تشفير المعلومات الجينية الخاصة بها. ويتم التعامل مع هذه المشكلة في الخلايا الحية من خلال الإنزيمات التي تقوم بإصلاح الطفرات، مما يسمح بوصول جزيئات التشفير إلى أحجام تقدر بملايين الأزواج القاعدية. ويجب أن تشفر هذه الجزيئات الكبيرة، بطبيعة الحال، نفس الإنزيمات التي تقوم بإصلاحها، وهنا تكمن متناقضة أيجن، والتي وضعها مانفريد أيجن في بحثه الذي نشره في عام 1971 (أيجن 1971). وبكل بساطة، تتحدث متناقضة أيجن عما يلي:
- بدون إنزيمات تصحيح الأخطاء، يكون الحد الأقصى لجزيئات التناسخ حوالي 100 زوج قاعدي.
- ولكي يتمكن جزيء التناسخ من تشفير إنزيمات تصحيح الأخطاء، يجب أن يكون أكبر من 100 قاعدة بكثير.

وهذا النوع من التناقض يشبه هل جاءت الدجاجة أولاً أم جاءت البيضة أولاً؟، بل إن هذا التناقض أصعب بكثير. فأيهما أتى أولاً، الجينوم الكبير، أم إنزيمات تصحيح الأخطاء؟ وقد تم اقتراح عدد من الحلول لهذه المتناقضة:
- نموذج المصحح العشوائي (Szathmáry & Smith, 1995). في هذا الحل المقترح، يتم إقران عدد من الجزيئات البدائية من نوعين مختلفين مع بعضهما البعض بطريقة أو بأخرى، ربما من خلال كبسولة أو «جدار خلية». وإذا تحسنت مستويات نجاح التناسخ بهما من خلال توفير، لنقل، أرقام متساوية في كل خلية، وحدث النسخ من خلال التقسيم والذي يؤدي إلى توزيع كل نوع من الأنواع المختلفة من الجزيئات بشكل عشوائي بين «الأطفال الناتجة»، فإن عملية الاختيار سوف تعزز هذا التمثيل المتساوي في الخلايا، رغم أن أحد الجزيئات يمكن أن تكون له ميزة انتقائية على الجزيء الآخر.
- حد الخطأ المخفف (Kun et al., 2005) - تشير دراسات الريبوزومات الفعلية إلى أن معدل الطفرات يمكن أن يكون أقل بكثير مما كان متوقعًا في البداية - بنسبة 0.001 لكل زوج قاعدي لكل عملية تناسخ. ويمكن أن يسمح ذلك بأطوال تسلسل تصل إلى نسبة 7 إلى 8 آلاف زوج قاعدة، مما يكفي لتضمين إنزيمات تصحيح الأخطاء البدائية غير المتطورة.

## نموذج حسابي بسيط يوضح حد الخطأ
لنفترض وجود جزيء مكون من 3 أرقام هي [A وB وC]، حيث يمكن أن تأخذ A وB وC القيم 0 و1. وهناك ثمانية تسلسلات من ذلك ([000] و[001] و[010] و[011] و[100] و[101] و[110] و[111]). ولنفترض أن الجزيء[000] هو الأكثر كفاءة، وفي كل عملية تناسخ، ينتج ما متوسطه {\displaystyle a} نسخة، حيث {\displaystyle a>1}. يطلق على هذا الجزيءاسم «التسلسل الرئيسي». ولنفترض أن التسلسلات الثمانية الأخرى أقل كفاءة، حيث ينتج كل منها نسخة واحدة فقط في كل عملية نسخ. ويتم استنساخ كل رقم من الأرقام الثلاثة من خلال معدل طفرات μ. وبمعنى آخر، عند كل استنساخ لرقم في تسلسل، تكون هناك احتمالية تعدد {\displaystyle \mu } ويتم استبدال 0 ويحل محلها 1 أو العكس بالعكس. دعونا نتجاهل الطفرات المزدوجة، ثم نقسم الجزيئات الثمانية إلى ثلاث فئات اعتمادًا على مسافة هامينج من التسلسل الرئيسي:
| مسافة هامينج | التسلسل (التسلسلات) |
| 0            | [000]               |
| 1            | [001] [010] [100]   |
| 2            | [110] [101] [011]   |
| 3            | [111]               |

لاحظ أن عدد التسلسلات في المسافة d ما هي إلا معامل ذو حدين {\displaystyle {\tbinom {L}{d}}} إذا كانت L = 3، ويمكن النظر إلى كل تسلسل على أنه سمت مكعب الأبعاد لـ L=3، حيث تحدد كل حافة من حواف المكعب مسار طفرة تكون فيه مسافة هامينج للتغيير تساوي صفرًا أو ±1.
ويمكننا أن نرى أن ثلث الطفرات، على سبيل المثال، لجزيئات [001]، سوف تنتج جزيئات [000]، في حين أن الثلثين الآخرين سينتجان الجزيئات من الفئة الثانية [011] و[101].
ويمكننا الآن كتابة التعبير للأطفال الناتجين {\displaystyle n'_{i}} من الفئة i فيما يتعلق بالآباء {\displaystyle n_{j}}.
{\displaystyle n'_{i}=\sum _{j=0}^{3}w_{ij}n_{j}}
حيث يتم عرض مصفوفة الكفاءة w حسب:
{\displaystyle \mathbf {w} ={\begin{bmatrix}(Q+a-1)&amp;{\frac {1}{3}}m&amp;0&amp;0\\m&amp;Q&amp;{\frac {2}{3}}m&amp;0\\0&amp;{\frac {2}{3}}m&amp;Q&amp;m\\0&amp;0&amp;{\frac {1}{3}}m&amp;Q\end{bmatrix}}}
حيث {\displaystyle Q=(1-\mu )^{L}} هي احتمالية أن الجزيء بالكامل سيتم نسخه بشكل ناجح. تنتج المتجهات الذاتية لمصفوفة w أعداد التوازن لكل فئة من الفئات. على سبيل المثال، إذا كان معدل الطفرات μ هو صفرًا، فسوف يكون لدينا Q = 1، وستكون تركيزات التوازن {\displaystyle [n_{0},n_{1},n_{2},n_{3}]=[1,0,0,0]}. ويصبح التسلسل الرئيسي، كونه الأكثر كفاءة، هو الوحيد الذي يبقى على قيد الحياة. إذا كان لدينا دقة نسخ Q=0.95، فإن تركيزات التوازن تكون تقريبًا {\displaystyle [0.35,0.37,0.22,0.055]}. ويمكن أن نرى أن التسلسل الرئيسي ليس سائدًا. إذا كان لدينا دقة نسخ Q=0، فإن تركيزات التوازن تكون تقريبًا {\displaystyle [0.131,0.376,0.371,0.123]}. وهذا يعني تساوي العدد في كل التسلسلات. (إذا كان لدينا عدد متساوٍ بدقة لكل التسلسلات، فيجب أن تكون الأعداد كما يلي [1,3,3,1]/8.)
إذا انتقلنا الآن إلى الحالة التي يكون فيها عدد الأزواج القاعدية كبيرًا، لنقل L=100، فإننا نحصل على سلوك يشبه انتقال المرحلة. يوضح المخطط الموجود أدناه على اليمين سلسلة من تركيزات التوازن المقسومة على المعامل ذي الحدين {\displaystyle {\tbinom {100}{k}}}.
(تعرض عملية الضرب هذه العدد للتسلسل المفرد في هذه المسافة، ويؤدي إلى الحصول على خط مستوٍ يشير إلى تساوي التوزيع. يتم ضبط الميزة الانتقائية للتسلسل القياسي على a=1.05. والمحور الأفقي هو مسافة هامينج d&nbsp;. أما المنحنيات المتعددة فهي تشير إلى معدلات الطفرات الإجمالية المتنوعة {\displaystyle (1-Q)}. ومن الواضح أنه بالنسبة للقيم المنخفضة لمعدل الطفرات الإجمالي، يتكون العدد من أشباه أنواع يتم تجميعها إلى جوار التسلسل الرئيسي. وعندما يكون معدل الطفرات الإجمالي أكبر من حوالي 1-Q=0.05، ينتشر التوزيع بسرعة ليشمل كل التسلسلات بشكل متساوٍ. ويوضح المخطط الموجود إلى اليسار أدناه العدد الكسري للتسلسل الرئيسي كدالة لمعدل الطفرات الإجمالي. ومرة أخرى، يتضح أنه في معدلات الطفرات الخطيرة الأقل من حوالي 1-Q=0.05، يحتوي التسلسل الرئيسي على أغلب العدد، في حين أنه في الحالات التي تتجاوز هذا المعدل، فإنه يحتوي فقط على حوالي {\displaystyle 2^{-L}\approx 10^{-30}} من إجمالي العدد.

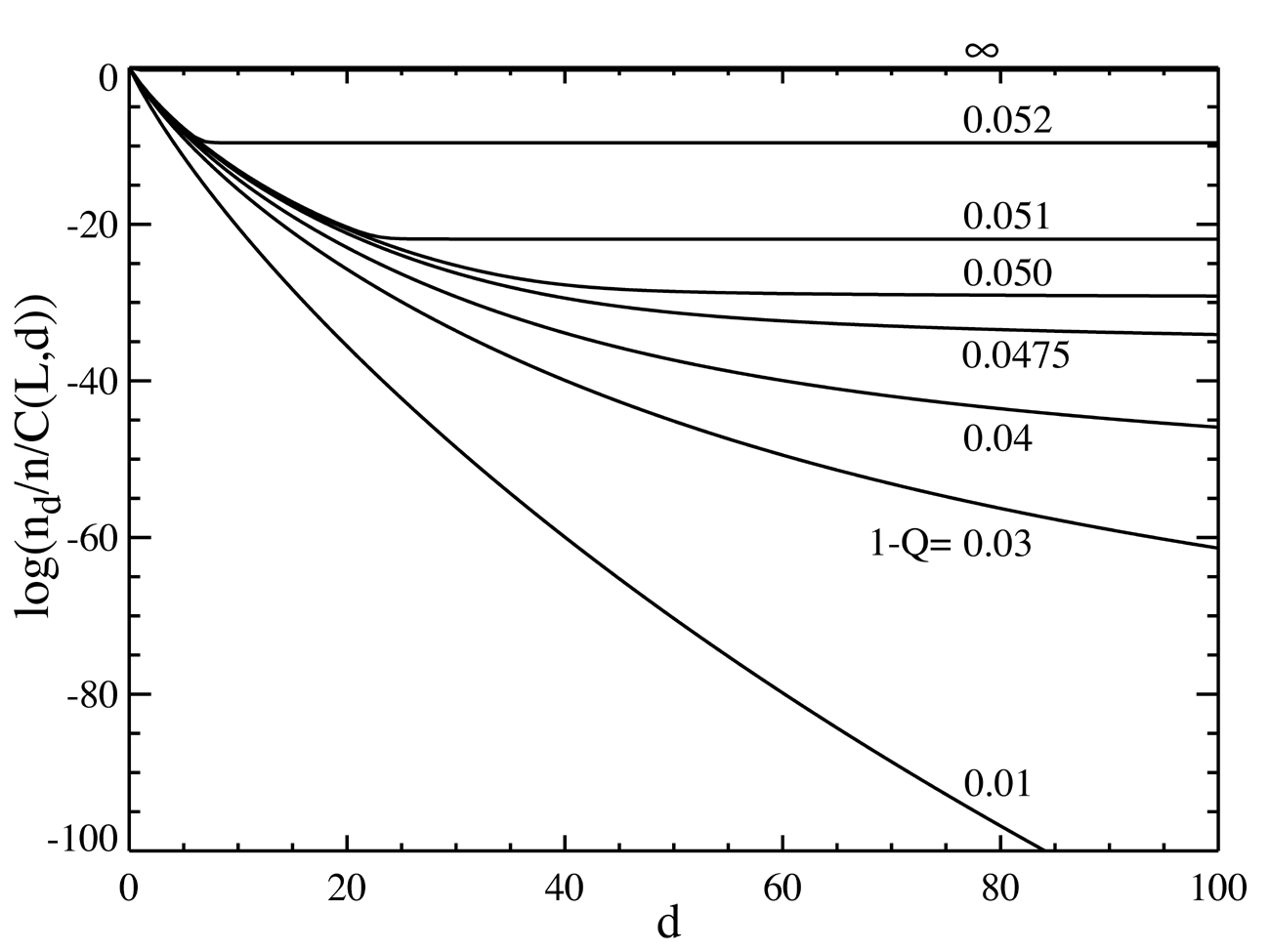
أرقام الأعداد كدالة من مسافة هامينج d ومعدل الطفرات (1-Q). المحور الأفقي d هو مسافة هامينج للتسلسلات الجزيئية من التسلسل الرئيسي. والمحور الرأسي هو لوغاريتم العدد لأي تسلسل في هذه المسافة يتم تقسيمه على العدد الإجمالي (وبالتالي تقسيم n_{d} على المعامل ذي الحدين). إجمالي عدد الأرقام لكل تسلسل هو L=100، وكان التسلسل الرئيسي يحتوي على ميزة انتقائية مقدارها a=1.05.

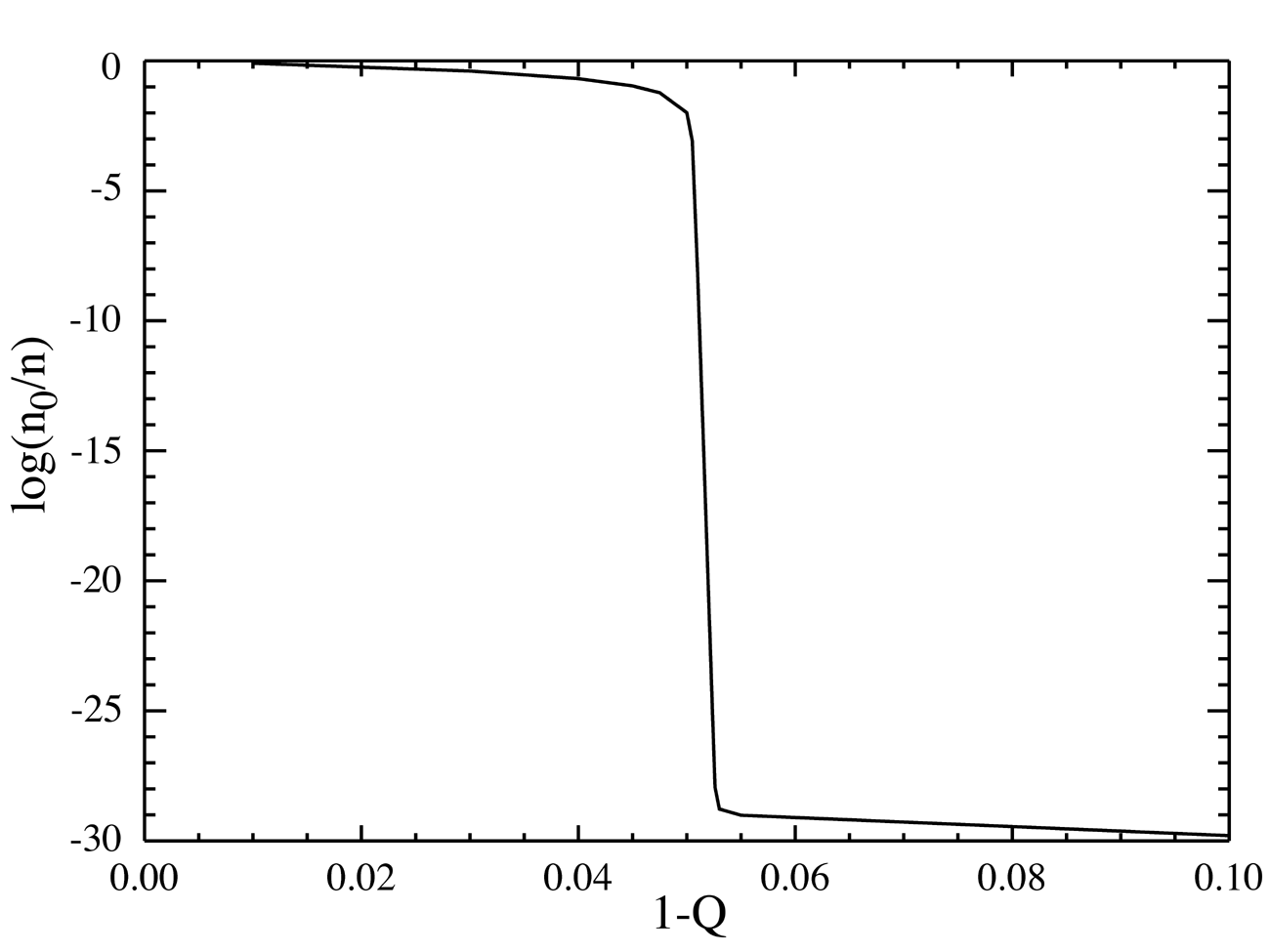
أعداد التسلسل الرئيسي كنسبة كسرية من إجمالي الأعداد (n) كدالة لمعدل الطفرات الإجمالية (1-Q). إجمالي عدد الأرقام لكل تسلسل هو L=100، وكان التسلسل الرئيسي يحتوي على ميزة انتقائية مقدارها a=1.05. ونرى أن "نقل المرحلة" يحدث تقريبًا عند 1-Q=0.05.

يمكن ملاحظة وجود انتقال حاد عند القيمة 1-Q&nbsp; بشكل أكبر بقليل من 0.05. وبالنسبة لمعدلات الطفرات التي تتجاوز هذه القيمة، ينخفض العدد التابع للتسلسل الرئيسي إلى الصفر بشكل عملي. أما في الحالات التي تتجاوز هذه القيمة، فإنه يكون سائدًا.
عند توجه الحد L نحو اللانهاية، فإن النظام يكون في واقع الأمر في حالة انتقال مرحلة بالوصول إلى قيمة خطيرة لـ Q: {\displaystyle Q_{c}=1/a.}. ويمكن أن ننظر إلى معدل الطفرات الإجمالي (1-Q) على أنه شكل من أشكال «درجة الحرارة»، التي «تذيب» دقة التسلسل الجزيئي عند تجاوز «درجة الحرارة» الخطيرة التي مقدارها {\displaystyle 1-Q_{c}}. وللحصول على نسبة نسخ دقيقة، يجب أن يتم «تجميد» المعلومات في الجينوم.